# Elizabeth Diller
Elizabeth Diller (sinh ngày 17 tháng 6 năm 1954 tại Ba Lan) là kiến trúc sư hoạt động tại Mỹ. Bà được Tạp chí Time bình chọn là 100 nhân vật ảnh hưởng nhất trên thế giới vào năm 2018.

## Sự nghiệp
Trong những năm 1970, khi đang học tại Cooper Union, bà bắt đầu làm việc với một trong những giáo sư đó là Ricardo Scofidio. Họ thành lập Diller + Scofidio (cuối cùng trở thành Diller Scofidio + Renfro) vào năm 1979 và sớm được biết đến với các dự án giữa nghệ thuật và kiến trúc.
Năm 1999, Diller giành được một "tài trợ thiên tài" của MacArthur; trích dẫn hoan nghênh "hình thức thực hành kiến trúc thay thế của cô ấy kết hợp thiết kế, hiệu suất và phương tiện điện tử với lý thuyết văn hóa và kiến trúc và phê bình."
Năm 2002, Diller + Scofidio hoàn thành công trình Blur, một tòa nhà được làm bằng hơi nước trên hồ ở Thụy Sĩ.
Các dự án lớn hơn theo sau; chúng bao gồm Viện Nghệ thuật Đương đại Boston, High Line ở phía tây Manhattan, một loạt các cải tạo cho Lincoln Center, một bảo tàng phim ở Berkeley, các tòa nhà nghệ thuật tại Đại học Brown và Stanford, và bảo tàng Broad ở Los Angeles.

## Các tác phẩm[5]
- (With James Holl and Kaylynn Sullivan) "Civic Plots," Art on the Beach, Battery Park City Landfill, New York, NY, 1983.
- The Rotary Notary and His Hot Plate, or a Delay in Glass, 1986.
- The WithDrawing Room, San Francisco, CA, 1986.
- Para–Site, Museum of Modern Art, New York, NY, 1989.
- Slow House, Long Island, NY, 1989.
- SuitCase Studies, Walker Art Center, Minneapolis, MN, 1991.
- Soft Sell, outside of Rialto Theatre, New York, NY, 1993.
- Bad Press, Richard Anderson, New York City, 1994, and other locations, 1993–96.
- Pageant, Johannesburg Biennial and Rotterdam Film Festival, 1996.
- Moving Targets (set), 1996.
- Vice–Virtue Glasses, 1997.
- Jet Lag, 1998.
- The American Lawn: Surface of Everyday Life, Canadian Centre for Architecture, 1998.
- Master/Slave, Cartier Foundation, Paris, France, 1999. The Brassiere (restaurant interior), 2000.
- The Blur Building, Swiss Expo '02, 2002.
- Scanning: The Aberrant Architecture of Diller + Scofidio (retrospective), Whitney Museum of American Art, New York, NY, 2003